# دم غزال
يستخدم دم الغزال على أنه مكمل غذائي صحي في بعض مناطق العالم، لا سيما في شرق آسيا.
وغالبًا ما يكون مجففًا بالتجميد للحفاظ على مقومات بقائها كمادة هاضمة، وبعد ذلك يتم تعقيمها للقضاء على الأخطار الصحية البيولوجية (مثل العدوى البكتيرية والطفيليات التي قد تتواجد في الدم عندما تكون الغزلان على قيد الحياة).
ويكون دم الغزال المجمد المجفف عبارة عن مسحوق أحمر داكن يحتوي على نسبة حديد مرتفعة، ونسبة عالية من البروتين.